# تشارلز فريدريك بورغيس
تشارلز فريدريك بورغيس (بالإنجليزية: Charles Frederick Burgess)‏ (5يونيو، 1873 في أوشكوش ،ويسكونسن – 13فبراير،1945 في شيكاغو ، إلينوى) كان كيميائي ومهندس أمريكي.
- لقد كان مؤسس قسم الهندسة الكيميائية بجامعة ويسكونسن – ماديسون عام 1905، ورائد في تطوير الهندسة الكهروكيميائية.
- لقد أسس شركة بورجز للبطاريات عام 1917.

## السيرة الذاتية
- بعد التخرج من جامعة ويسكونسن (1895 إلى 1898)، دخل كليته كمعلم ودكتور مساعد في الهندسة الكهربية عام 1895 .
- لقد طور طرق جديدة ومتعددة في التحليل الكهربى، وفي عام 1904 أصبح محقق في سبائك الحديد المحللة كهربيا لمعهد كارنيج.
- كان الرئيس وواحد من مؤسسي المعامل الشمالية للهندسة الكيميائية، والتي سميت فيما بعد معامل بورغيس.
- عام 1910، كتب (قوة سبائك النيكل والنحاس مع الحديد المحلل كهربيا).
- لقد أصبح مستشار هندسي وبعد ذلك عضو مجلس إدارة لشركة البطاريات الفرنسية في ويسكونسن – ماديسون، والتي أنتجت خلايا جافة من تصميمه واستخدمها الجيش البريطاني في الحرب العالمية الأولى.
- لقد استقال من الجامعة عام 1913 .
- علاقته بشركة البطاريات الفرنسية تدهورت، وبناء عليه فقد أسس شركة بورغيس للبطاريات عام 1917، والتي أصبحت شركة مصنعة هامة لبطاريات الخلايا الجافة للمصابيح اليدوية، الراديو وتطبيقات أخرى.
- لقد أصبحت شركة بورغيس للبطاريات تدريجيا جزء من بطاريات مالورى، والتي تعرف الآن ب (دوراسيل).
- أصبح غير راضي عن الضرائب في ويسكونسن وبالتالي انتقل بنفسه ومشروعه خارج الولاية عام 1926 . حيث ذهب إلى فلوريدا وانتقلت شركة بورغيس للبطاريات إلى فرى بورت، الينوى.
- لقد أعيدت معامل بورغيس تحت قوانين ديلاوير.
- لقد كوفئ بجائزة أتشيسون من قبل المجتمع الكهروكيميائى عام 1942 .